# 홍천 용씨
홍천 용씨(洪川 龍氏)는 강원특별자치도 홍천군을 본관으로 하는 한국의 성씨이다. 시조 용득의(龍得義)는 1208년(고려 희종 4)에 시어사(侍御史)를 지내고, 1241년(고려 고종 28)에 문하시중(門下侍中)에 올랐다고 한다.

## 역사
시조 용득의(龍得義)는 1208년(희종 4)에 시어사(侍御史), 1241년(고종 28)에 문하시중(門下侍中), 1271년(원종 12)에 통어사(統御史)를 역임하였다. 1236년(고려 고종 23년)부터 38년까지 16년동안 1차 몽골의 난 때 해인사의 팔만대장경이 소실되었던 것을 고려 문하시중(門下侍中)으로 고종 12년까지 30년간을 최고행정관으로 지내면서 재 각판을 지휘했으며, 총 경판수 8만 1258판에 달하는 방대한 팔만대장경을 각판하는 불사를 지휘하였다. 1241년(고려 고종 28년) 영상(領三台事)에 올랐으며 항몽적인 세력이 정리되면서 벼슬에서 은퇴한 후 홍천군 북방면 장항리로 낙향하였다. 이후 금학산에 용수사(龍遂寺)를 세워 중생에게 희망을 갖게 하였으며 불도들의 수련도량으로 학서루(鶴棲樓)를 창건하여 경서(經署)와 시례(詩禮)를 강(講)의하셨으며, 다사(多士)와 준재(俊才)를 많이 육성하였다고 한다.
그 밖에 조선 명종 시기 야사집인 삼한습유기(三韓拾遺紀)에는 용씨와 신천 강씨가 본래 고구려 비류수(현재 중국 만주 혼강) 상류에 위치한 비류국 출신이라 기록되어 있는데 비류국은 동명성왕의 정복 후에 오부 중 왕가를 배출한 계루부 다음으로 강대한 세력을 가졌던 연노부(비류나부)가 된다.

## 본관
홍천(洪川)은 강원도 홍천군의 지명이다. 본래 고구려의 벌력천현(伐力川縣)이다. 757년(경덕왕 16)에 신라에서 녹효현(綠驍縣)로 고치고 삭주도독부(朔州都督府)의 속현(屬縣)이 되었다. 1018년(태조 23) 고려에서 홍천이라 개칭하였고, 조선시대에도 홍천현으로 계속 이어왔다. 《세종실록지리지》에 홍천의 토성(土姓)으로 피(皮)·변(邊)·용(龍) 3성이 기록되어 있다. 1896년 강원도 홍천군이 되었다.

## 인물
- 용희수(龍希壽, ? ~ 1397년) : 조선 개국원종공신(原從功臣)에 녹훈되고, 검교전서(檢校典書)를 지냈다.[3]
- 용운(龍雲) : 임진왜란 후 호성원종공신(扈聖原從功臣)에 녹훈되었다.
- 용태영(龍太暎, 1929년 ~ 2010년) : 일제강점기 변호사
- 용태순(龍泰淳, 1959년 ~ ) : 연세대학교 의과대 교수
- 용환승(龍煥昇, 1960년 ~ ) : 이화여자대학교 컴퓨터전자공학부 교수
- 용홍택(龍洪澤, 1962년 ~ ) : 제4대 과학기술정보통신부 제1차관
- 용성진(龍聖鎭, 1975년 ~ ) : 서울동부지방검찰청 공판부 부장검사
- 용태호(龍泰昊, 1977년 ~ ) : 대전지방검찰청 검사
- 용혜인(龍慧仁, 1990년 ~ ) : 제21대 국회의원

## 과거 급제자
홍천 용씨는 조선시대 무과 급제자 10명, 진사시 2명을 배출하였다.
무과
용광연(龍光淵) 용기연(龍起淵) 용득주(龍得珠) 용득택(龍得澤) 용세웅(龍世雄)
용세유(龍世裕) 용오채(龍五采) 용운(龍雲) 용유익(龍有翼)
진사시
용일희(龍一羲) 용중핵(龍重翮)
취재
용홍필(龍弘弼)

## 인구
- 1985년 2,749가구 11,794명
- 2000년 3,930가구 12,733명
- 2015년 14,483명